# Braniștea (Bistrița-Năsăud)
Braniștea  (in ungherese Árpastó, in tedesco Brandorf) è un comune della Romania di 3284 abitanti, ubicato nel distretto di Bistrița-Năsăud, nella regione storica della Transilvania.
Il comune è formato dall'unione di 2 villaggi: Braniștea e Cireșoaia.
Nel territorio del comune sono stati scoperti reperti archeologici risalenti al Neolitico e all'Età del bronzo.